# トゥース・アンド・ネイル
『トゥース・アンド・ネイル』（Tooth and Nail）は、アメリカ合衆国のヘヴィメタル・バンド、ドッケンが1984年に発表した2作目のスタジオ・アルバム。

## 背景
本作よりジェフ・ピルソンが加入してラインナップが固定する。プロデュースはテッド・ニュージェントやチープ・トリック等の作品を手掛けたトム・ワーマンにより、更に、クイーンのバンドを多数手掛けてきたロイ・トーマス・ベイカーも共同プロデューサーとして参加した。そして、ドッケンのデビュー・アルバム『ブレーキング・ザ・チェインズ』のプロデュース、ミキシング、エンジニアリングに貢献したマイケル・ワグナーが、本作ではミキシングのみ担当した。

## 反響・評価
アメリカのBillboard 200では自身初のトップ100入りを果たして最高49位に達し、1985年8月にはRIAAによってゴールドディスクに認定され、その後も売り上げを伸ばして1989年3月にはプラチナディスクに認定された。『ビルボード』のメインストリーム・ロック・チャートでは収録曲「イントゥ・ザ・ファイア」が21位、「ジャスト・ゴット・ラッキー」が27位、「アローン・アゲイン」が20位に達し、更に「アローン・アゲイン」はBillboard Hot 100入りも果たして64位を記録した。
Stephen Thomas Erlewineはオールミュージックにおいて5点満点中4点を付け、ジョージ・リンチのギター・プレイを高く評価して「野性的で創意に富み、稲妻の如き速さを誇る奏者で、アルバムを通じて聴くに値しないソロは一切ない」と評している。また、ファイヴ・フィンガー・デス・パンチのジェイソン・フックは、2013年にmusicradar.comの企画で選出した「重要なギター・アルバム11」の一つに本作を挙げ、ジョージ・リンチの演奏を「とても流暢で優雅」と評した。

## 収録曲
1. ウィズアウト・ウォーニング - "Without Warning" - 1:35
  - 作曲：ジョージ・リンチ
2. トゥース・アンド・ネイル - "Tooth and Nail" - 3:39
  - 作詞：ジョージ・リンチ、ジェフ・ピルソン、ミック・ブラウン／作曲：ジョージ・リンチ
3. ジャスト・ゴット・ラッキー - "Just Got Lucky" - 4:34
  - 作詞：ジェフ・ピルソン、ジョージ・リンチ／作曲：ジョージ・リンチ
4. ハートレス・ハート - "Heartless Heart" - 3:30
  - 作詞：ジョージ・リンチ、ジェフ・ピルソン、ミック・ブラウン／作曲：ジョージ・リンチ、ジェフ・ピルソン
5. ドント・クローズ・ユア・アイズ - "Don't Close Your Eyes" - 4:10
  - 作詞：ジョージ・リンチ／作曲：ドン・ドッケン、ジョージ・リンチ、ジェフ・ピルソン
6. ホエン・ヘヴン・カムズ・ダウン - "When Heaven Comes Down" - 3:44
  - 作詞：ジョージ・リンチ、ジェフ・ピルソン、ミック・ブラウン／作曲：ジョージ・リンチ
7. イントゥ・ザ・ファイア - "Into the Fire" - 4:26
  - 作詞：ドン・ドッケン／作曲：ドン・ドッケン、ジョージ・リンチ、ジェフ・ピルソン
8. ブレッツ・トゥ・スペア - "Bullets to Spare" - 3:36
  - 作詞：ドン・ドッケン、ジョージ・リンチ、ジェフ・ピルソン、ミック・ブラウン／作曲：ジョージ・リンチ
9. アローン・アゲイン - "Alone Again" - 4:19
  - 作詞・作曲：ドン・ドッケン、ジェフ・ピルソン
10. ターン・オン・ザ・アクション - "Turn on the Action" - 4:44
  - 作詞：ジョージ・リンチ、ジェフ・ピルソン、ミック・ブラウン／作曲：ジョージ・リンチ、ジェフ・ピルソン

## 他メディアでの使用例
「イントゥ・ザ・ファイア」は、1987年公開のアメリカ映画『エルム街の悪夢3 惨劇の館』のサウンドトラックにおいて、同じくドッケンの曲である「ドリーム・ウォーリアーズ」と共に使用された。

## メンバー
- ドン・ドッケン - ボーカル
- ジョージ・リンチ - ギター
- ジェフ・ピルソン - ベース、バッキング・ボーカル
- ミック・ブラウン - ドラムス